# Liste der Baudenkmäler in Duisburg-Homberg/Ruhrort/Baerl
Die Liste der Baudenkmäler in Duisburg-Homberg/Ruhrort/Baerl enthält die denkmalgeschützten Bauwerke auf dem Gebiet des Stadtbezirks Duisburg-Homberg/Ruhrort/Baerl in Nordrhein-Westfalen (Stand: 1. Januar 2025). Diese Baudenkmäler sind in der Denkmalliste der Stadt Duisburg eingetragen; Grundlage für die Aufnahme ist das Denkmalschutzgesetz Nordrhein-Westfalen (DSchG NRW).

## Liste der Baudenkmäler in Duisburg-Homberg/Ruhrort/Baerl
| Bild | Bezeichnung                                                                 | Lage                                                               | Beschreibung | Bauzeit                                                                     | Eingetragen seit   | Denkmal- nummer |
| --- | --------------------------------------------------------------------------- | ------------------------------------------------------------------ | --- | --------------------------------------------------------------------------- | ------------------ | --------------- |
| [[Vorlage:Bilderwunsch/code!/C:51.44587,6.688828!/D:Siedlung Rheinpreußen: südwestlicher Bereich, Adolfstraße u. a. Adressen siehe rechts !/\|BW]] | Siedlung Rheinpreußen: südwestlicher Bereich                                | Hochheide Adolfstraße u. a. Adressen siehe rechts Karte            | zugehörige Adressen Adolfstraße 7g-7m Adolfstraße 9g-9m Dunkerstraße 28g-28m Dunkerstraße 29g-29m Dunkerstraße 30g-30m Dunkerstraße 31g-31m Dunkerstraße 32g-32m Dunkerstraße 33g-33m Dunkerstraße 37 Dunkerstraße 38g-38m Dunkerstraße 39g-39m Dunkerstraße 40g-40m Ehrenstraße 68R-68L Ehrenstraße 70g-70m Ehrenstraße 72g-72m Ehrenstraße 74g-74m Ehrenstraße 76g-76m Ehrenstraße 78g-78m Hardenbergstraße 1g Hardenbergstraße 1m Hardenbergstraße 2g Hardenbergstraße 2m Hardenbergstraße 3g-3m Hardenbergstraße 4g-4m Hardenbergstraße 5g-5m Hardenbergstraße 6g-6m Hardenbergstraße 7g-7m Hardenbergstraße 8g-8m Hardenbergstraße 9g-9m Hardenbergstraße 11g-11m Hardenbergstraße 12g-12m Hardenbergstraße 13g-13m Hardenbergstraße 14g-14m Kronenstraße 65g-65m Kronenstraße 67g-67m Kronenstraße 69g-69m Kronenstraße 71m Kronenstraße 73g-73m Rheinpreußenstraße 45g-45m Rheinpreußenstraße 47g-47m Reinpreußenstraße 49g-49m Rheinpreußenstraße 51g-51m Rheinpreußenstraße 57g-57m Rheinpreußenstraße 61g-61m Rheinpreußenstraße 63g-63m Rheinpreußenstraße 65g-65m Rheinpreußenstraße 67g-67m Rheinpreußenstraße 71g-71m Rosenstraße 1g-1m Rosenstraße 2g-2m Rosenstraße 3g-3m Rosenstraße 4g-4m Rosenstraße 5g-5m Rosenstraße 8g-8m Rosenstraße 22g-22m Rosenstraße 26g-26m Rosenstraße 28g-28m | 1903–1905                                                                   | 20. November 2009  | 595             |
| ehemaliges Magazingebäude | ehemaliges Magazingebäude                                                   | Ruhrort Alte Duisburger Straße 6 Karte                             | | 1862                                                                        | 19. April 1990     | 165             |
| Wohnhaus | Wohnhaus                                                                    | Ruhrort Amtsgerichtsstraße 29 Karte                                | | 1892                                                                        | 13. März 2012      | 633             |
| Wohnhaus | Wohnhaus                                                                    | Ruhrort Amtsgerichtsstraße 31 Karte                                | | 1892                                                                        | 14. März 2012      | 634             |
| weitere Bilder | Amtsgericht                                                                 | Ruhrort Amtsgerichtsstraße 36 Karte                                | | 1899–1902                                                                   | 6. Dezember 1984   | 5               |
| ehemaliges Gerichtsgefängnis | ehemaliges Gerichtsgefängnis                                                | Ruhrort Amtsgerichtsstraße 36 Karte                                | | 1899–1902                                                                   | 6. Dezember 1984   | 6               |
| Trinkhalle | Trinkhalle                                                                  | Ruhrort Amtsgerichtsstraße 38 Karte                                | umfasst die älteste, vordere, schauseitige Fassade, die als ein dreiteiliger Erker gestaltet ist, der Trinkhalle, einem Holzständerbau, exklusive Einrichtung | vmtl. vor 1912                                                              | 5. Dezember 2011   | 631             |
| Müller-Wohnhaus | Müller-Wohnhaus                                                             | Baerl An der Lohmühle 11 Karte                                     | ehemaliges Haus des Müllers der Loheider Windmühle | um 1870                                                                     | 26. Juni 1995      | 376             |
| weitere Bilder | Lohmühle                                                                    | Baerl An der Lohmühle 17 Karte                                     | Vorgängerbau im 14. Jahrhundert als Bockwindmühle erbaut, der heutige, auf einer Warft gelegene Turmholländer, auch Loheider Mühle genannt, aus dem 19. Jahrhundert hat einen Backsteinstumpf und eine Schindelhaube | 1834                                                                        | 18. Juni 1985      | 93              |
| weitere Bilder | Binnenschifffahrtsmuseum                                                    | Ruhrort Apostelstraße 84 Karte                                     | ehemaliges Hallenbad; Architekt: August Jording | 1908–1910                                                                   | 29. Februar 1988   | 140             |
| Wohn- und Geschäftshaus Schriddels | Wohn- und Geschäftshaus Schriddels                                          | Alt-Homberg Augustastraße 2 Karte                                  | | 1908                                                                        | 14. November 1997  | 465             |
| weitere Bilder | Feuerwache                                                                  | Baerl Augustastraße 5 Karte                                        | | 1913                                                                        | 13. Oktober 2011   | 622             |
| weitere Bilder | Baerler Mühle                                                               | Baerl Augustastraße 19 Karte                                       | die Lohmannsmühle ist ein Turmholländer aus weiß gekalktem Backstein und wurde auf einer hoch über dem Rheinvorland aufragenden Dünenkuppe ursprünglich als Getreidemühle erbaut | 1805                                                                        | 18. Juni 1985      | 92              |
| Haus Nünninghoff | Haus Nünninghoff                                                            | Alt-Homberg Augustastraße 44, 46 Karte                             | | 1905                                                                        | 30. April 2009     | 586             |
| Wohn- und Geschäftsgebäude | Wohn- und Geschäftsgebäude                                                  | Alt-Homberg Augustastraße 48 Karte                                 | | 1905–1906                                                                   | 8. Dezember 1986   | 113             |
| Zeche Rheinpreußen: ehemaliger Schacht 1 (Malakow-Turm)                                                                                            | Zeche Rheinpreußen: ehemaliger Schacht 1 (Malakow-Turm)                     | Alt-Homberg Baumstraße Karte                                       | | 1879                                                                        | 25. März 1985      | 67              |
| BW | Beamtenwohnhaus der Zeche Rheinpreußen                                      | Alt-Homberg Baumstraße 2 Karte                                     | vorläufige Unterschutzstellung, Hälfte eines Doppelhauses |                                                                             | 28. August 2023    | 753             |
| BW | Beamtenwohnhaus der Zeche Rheinpreußen                                      | Alt-Homberg Baumstraße 4 Karte                                     | vorläufige Unterschutzstellung, Hälfte eines Doppelhauses |                                                                             | 28. August 2023    | 754             |
| BW | Beamtenwohnhaus der Zeche Rheinpreußen                                      | Alt-Homberg Baumstraße 6 Karte                                     | vorläufige Unterschutzstellung, Hälfte eines Doppelhauses |                                                                             | 28. August 2023    | 755             |
| BW | Beamtenwohnhaus der Zeche Rheinpreußen                                      | Alt-Homberg Baumstraße 8 Karte                                     | vorläufige Unterschutzstellung, Hälfte eines Doppelhauses |                                                                             | 28. August 2023    | 756             |
| BW | Beamtenwohnhaus der Zeche Rheinpreußen                                      | Alt-Homberg Baumstraße 10 Karte                                    | vorläufige Unterschutzstellung, Hälfte eines Doppelhauses |                                                                             | 28. August 2023    | 757             |
| BW | Beamtenwohnhaus der Zeche Rheinpreußen                                      | Alt-Homberg Baumstraße 12 Karte                                    | vorläufige Unterschutzstellung, Hälfte eines Doppelhauses |                                                                             | 28. August 2023    | 758             |
| BW | ehemaliges Gut Haniel                                                       | Alt-Homberg Baumstraße 16, 16 A–E Karte                            | | 1836–1837                                                                   | 20. März 1996      | 393             |
| weitere Bilder | Schulgebäude mit Turnhalle                                                  | Ruhrort Bergiusstraße 27 Karte                                     | | 1858                                                                        | 26. Juni 1995      | 374             |
| weitere Bilder | ehemalige Turnhalle                                                         | Ruhrort Bergiusstraße 27 Karte                                     | heute genutzt vom Radiomuseum Duisburg | 1875                                                                        | 26. Juni 1995      | 374             |
| Wohnhaus | Wohnhaus                                                                    | Ruhrort Bergiusstraße 29 Karte                                     | | 1886                                                                        | 3. November 2000   | 511             |
| Wohnhaus | Wohnhaus                                                                    | Ruhrort Bergiusstraße 31 Karte                                     | | 1897                                                                        | 3. November 2000   | 512             |
| Wohnhaus | Wohnhaus                                                                    | Ruhrort Bergiusstraße 33 Karte                                     | | 1897                                                                        | 3. November 2000   | 513             |
| Wohnhaus | Wohnhaus                                                                    | Ruhrort Bergiusstraße 35 Karte                                     | | 1898                                                                        | 3. November 2000   | 514             |
| weitere Bilder | Marktbrunnen Homberg                                                        | Alt-Homberg Bismarckplatz 1 Karte                                  | Wiederaufbau des Homberger Marktbrunnens aus historischen Bestandteilen einschließlich der vier historischen Kupferstichplatten und Nachbau der Fortuna-Figur aus den 1990er Jahren | 1912–1913                                                                   | 17. Februar 2017   | 698             |
| Siedlung Rheinpreußen: nordöstlicher Bereich | Siedlung Rheinpreußen: nordöstlicher Bereich                                | Hochheide Breite Straße u. a. Adressen siehe rechts Karte          | zugehörige Adressen Breite Straße 1A Breite Straße 1g Breite Straße 1B Breite Straße 1m Breite Straße 2g Breite Straße 2m Breite Straße 3 Breite Straße 4g Breite Straße 4m Breite Straße 5 Breite Straße 6g Breite Straße 6m Breite Straße 7g Breite Straße 7m Breite Straße 8g Breite Straße 8m Breite Straße 9g Breite Straße 9m Breite Straße 10 Breite Straße 11g Breite Straße 11m Breite Straße 12g Breite Straße 12m Breite Straße 13g Breite Straße 13m Breite Straße 14R Breite Straße 14L Breite Straße 15g Breite Straße 15m Breite Straße 16g Breite Straße 16m Breite Straße 17 Breite Straße 17A Breite Straße 18g Breite Straße 18m Breite Straße 19g Breite Straße 19m Breite Straße 20g Breite Straße 20m Breite Straße 21g Breite Straße 21m Breite Straße 22g Breite Straße 22m Breite Straße 23g Breite Straße 23m Breite Straße 24g Breite Straße 24m Breite Straße 25g Breite Straße 25m Breite Straße 26g Breite Straße 26m Breite Straße 27g Breite Straße 27m Breite Straße 28g Breite Straße 28m Breite Straße 29g Breite Straße 29m Breite Straße 30g Breite Straße 30m Breite Straße 31 Breite Straße 33 Breite Straße 33A Drakestraße 1g Drakestraße 2g Drakestraße 2A Drakestraße 2m Drakestraße 2B Drakestraße 3g Drakestraße 3m Drakestraße 4g Drakestraße 4m Drakestraße 5g Drakestraße 5m Drakestraße 6g Drakestraße 6m Drakestraße 7g Drakestraße 7m Drakestraße 8g Drakestraße 8m Drakestraße 9g Drakestraße 9m Drakestraße 11g Drakestraße 11A Drakestraße 11m Drakestraße 11B Drakestraße 13 Drakestraße 15g Drakestraße 15m Eisenstraße 12g Eisenstraße 12m Eisenstraße 14g Eisenstraße 14m Eisenstraße 16 Eisenstraße 17g Eisenstraße 17m Eisenstraße 18 Eisenstraße 19g Eisenstraße 19m Eisenstraße 20g Eisenstraße 20m Eisenstraße 21g Eisenstraße 21m Eisenstraße 22g Eisenstraße 22m Eisenstraße 23g Eisenstraße 23m Eisenstraße 24g Eisenstraße 24m Eisenstraße 25g Eisenstraße 25m Eisenstraße 26g Eisenstraße 26m Eisenstraße 27g Eisenstraße 27m Eisenstraße 28R Eisenstraße 28L Eisenstraße 29g Eisenstraße 29m Eisenstraße 30g Eisenstraße 30m Eisenstraße 31g Eisenstraße 31m Eisenstraße 32g Eisenstraße 32m Eisenstraße 33L Eisenstraße 33R Eisenstraße 34g Eisenstraße 34m Eisenstraße 35g Eisenstraße 35m Eisenstraße 37g Eisenstraße 37m Eisenstraße 39g Eisenstraße 39m Kronenstraße 1g Kronenstraße 1m Kronenstraße 2g Kronenstraße 2m Kronenstraße 3g Kronenstraße 3m Kronenstraße 4g Kronenstraße 4m Kronenstraße 5g Kronenstraße 5m Kronenstraße 6g Kronenstraße 6m Kronenstraße 7g Kronenstraße 7m Kronenstraße 8g Kronenstraße 8m Kronenstraße 9g Kronenstraße 9m Kronenstraße 10g Kronenstraße 10m Kronenstraße 11g Kronenstraße 11m Kronenstraße 12g Kronenstraße 12m Kronenstraße 13g Kronenstraße 13m Kronenstraße 14g Kronenstraße 14m Kronenstraße 15g Kronenstraße 15m Kronenstraße 16R Kronenstraße 16L Kronenstraße 17g Kronenstraße 17m Kronenstraße 19g Kronenstraße 19m Kronenstraße 21R Kronenstraße 21L Mauerstraße 1g Mauerstraße 1m Mauerstraße 2g Mauerstraße 2m Mauerstraße 3g Mauerstraße 3m Mauerstraße 4g Mauerstraße 4m Mauerstraße 5g Mauerstraße 5m Mauerstraße 6g Mauerstraße 6m Mauerstraße 7g Mauerstraße 7m Mauerstraße 8g Mauerstraße 8m Mauerstraße 9g Mauerstraße 9m Mauerstraße 10g Mauerstraße 10m Mauerstraße 11g Mauerstraße 11m Mauerstraße 12g Mauerstraße 12m Mauerstraße 13g Mauerstraße 13m Mauerstraße 14g Mauerstraße 14m Mauerstraße 15g Mauerstraße 15m Mauerstraße 16 Mauerstraße 17g Mauerstraße 17m Mauerstraße 18g Mauerstraße 18m Mauerstraße 20g Mauerstraße 20m Mauerstraße 22g Mauerstraße 22m Ruhestraße 2g Ruhestraße 2m Ruhestraße 4g Ruhestraße 4m Schlägelstraße 11R Schlägelstraße 11L Schlägelstraße 13 Schlägelstraße 15g Schlägelstraße 15m Schlägelstraße 17g Schlägelstraße 17m Schlägelstraße 18g Schlägelstraße 18m Schlägelstraße 19g Schlägelstraße 19m Schlägelstraße 20g Schlägelstraße 20m Schlägelstraße 22g Schlägelstraße 22m Schlägelstraße 24g Schlägelstraße 24m Schlägelstraße 26g Schlägelstraße 26m Schlägelstraße 28g Schlägelstraße 28m Schlägelstraße 30g Schlägelstraße 30m Schlägelstraße 32g Schlägelstraße 32m Schlägelstraße 34g Schlägelstraße 34m Schlägelstraße 36g Schlägelstraße 36m Schlägelstraße 38g Schlägelstraße 38m Schlägelstraße 40g Schlägelstraße 40m Schlägelstraße 42g Schlägelstraße 42m Südstraße 1L Südstraße 1R Südstraße 1L Südstraße 2g Südstraße 2m Südstraße 3g Südstraße 3m Südstraße 4R Südstraße 4L Südstraße 5 Südstraße 6g Südstraße 6m Südstraße 7g Südstraße 7m Südstraße 8g Südstraße 8m Südstraße 9g Südstraße 9m Südstraße 10R Südstraße 10L Südstraße 11g Südstraße 11m Südstraße 12g Südstraße 12m Südstraße 14 Südstraße 15 Südstraße 15A Südstraße 16R Südstraße 16L Südstraße 17g Südstraße 17m Südstraße 18g Südstraße 18m Südstraße 19g Südstraße 19m Südstraße 20 Südstraße 20A Südstraße 22 Südstraße 23g Südstraße 23m Südstraße 27 Südstraße 31g Südstraße 31m Südstraße 33g Südstraße 33m Südstraße 35g Südstraße 35m Südstraße 37g Südstraße 37m Südstraße 39g Südstraße 39m Südstraße 41g Südstraße 41m Südstraße 43g Südstraße 43m Südstraße 45 Südstraße 47g Südstraße 47m Südstraße 49 Südstraße 51 Südstraße 53g Südstraße 53m Südstraße 57 Südstraße 59g Südstraße 59m Südstraße 61g Südstraße 61m | 1903–1905                                                                   | 24. Mai 1995       | 368             |
| weitere Bilder | Kriegerdenkmal Germania                                                     | Alt-Homberg Brückenstraße Wilhelmallee Karte                       | | 1887                                                                        | 26. Mai 1997       | 437             |
| weitere Bilder | Eduard-Carp-Schule                                                          | Ruhrort Carpstraße 13, 15 Karte                                    | Architekt: August Jording | 1903–1905                                                                   | 26. Juni 1995      | 373             |
| weitere Bilder | Brücke über den Rheinpreußenhafen                                           | Alt-Homberg Dammstraße Karte                                       | | 1931–1932                                                                   | 14. Oktober 2011   | 624             |
| weitere Bilder | Brücke über den Eisenbahnhafen Ruhrort                                      | Ruhrort Dammstraße Karte                                           | Brücke im Zuge des Trajekts Ruhrort–Homberg |                                                                             | 9. November 2021   | 723             |
| Wohnhaus | Wohnhaus                                                                    | Ruhrort Dammstraße 2 Karte                                         | | 1888–1889                                                                   | 26. November 1991  | 243             |
| ehemaliges Rathaus Ruhrort | ehemaliges Rathaus Ruhrort                                                  | Ruhrort Dammstraße 11, 11a Karte                                   | ursprünglich für Max Haniel errichtetes repräsentatives Wohnhaus, durch Architekt August Jording bis 1900 zum städtischen Rathaus im Stil des Neobarock umgebaut | um 1867 (Gebäude) 1897–1900 (Fusion)                                        | 21. August 1987    | 116             |
| Haus Rhein | Haus Rhein                                                                  | Ruhrort Dammstraße 15, 17 Karte                                    | Verwaltungsgebäude | 1954                                                                        | 15. Juli 2014      | 663             |
| Wohn- und Packhaus | Wohn- und Packhaus                                                          | Ruhrort Dammstraße 16 Karte                                        | | 18. Jh.                                                                     | 29. Oktober 2014   | 666             |
| Wohn- und Geschäftshaus | Wohn- und Geschäftshaus                                                     | Ruhrort Dammstraße 21 Karte                                        | | 1899                                                                        | 28. Oktober 2014   | 658             |
| ehemaliges Kontorhaus | ehemaliges Kontorhaus                                                       | Ruhrort Dammstraße 23 Karte                                        | | 19. Jh.                                                                     | 29. Oktober 2014   | 667             |
| weitere Bilder | Wohn- und Geschäftshaus                                                     | Ruhrort Dammstraße 25 Karte                                        | [ 1 ] | 1787                                                                        | 8. Dezember 1986   | 114             |
| weitere Bilder | Schifferbörse                                                               | Ruhrort Dammstraße 31 Karte                                        | | 1951–1953                                                                   | 1. August 2013     | 651             |
| Wohnhaus (Doppelhaus) | Wohnhaus (Doppelhaus)                                                       | Ruhrort Dr.-Hammacher-Straße 2 Harmoniestraße 11 Karte             | | 1840                                                                        | 8. März 1985       | 24              |
| weitere Bilder | Villa                                                                       | Ruhrort Dr.-Hammacher-Straße 3, 3a Karte                           | | 1870–1871                                                                   | 8. März 1985       | 21              |
| weitere Bilder | ehemaliges evangelisches Gemeindehaus                                       | Ruhrort Dr.-Hammacher-Straße 4, 6 Karte                            | | 1902–1903                                                                   | 8. März 1985       | 23              |
| weitere Bilder | Alter Friedhof                                                              | Ruhrort Eisenbahnstraße Karte                                      | | 1845                                                                        | 16. Dezember 1996  | 406             |
| Grabanlage Familie Bernsau | Grabanlage Familie Bernsau                                                  | Ruhrort Eisenbahnstraße Karte                                      | | vmtl. 1874 (ältestes Sterbedatum)                                           | 16. Dezember 1996  | 407             |
| Grabkreuze Familien Bopp und Roth | Grabkreuze Familien Bopp und Roth                                           | Ruhrort Eisenbahnstraße                                            | | –                                                                           | 16. Dezember 1996  | 408             |
| Grabstein Familie Buchloh | Grabstein Familie Buchloh                                                   | Ruhrort Eisenbahnstraße Karte                                      | | 1920er Jahre                                                                | 16. Dezember 1996  | 409             |
| Grabstein Familie Dörnen | Grabstein Familie Dörnen                                                    | Ruhrort Eisenbahnstraße Karte                                      | | vmtl. 1865                                                                  | 16. Dezember 1996  | 410             |
| Grabanlage Familie Gerling | Grabanlage Familie Gerling                                                  | Ruhrort Eisenbahnstraße Karte                                      | | um 1930                                                                     | 16. Dezember 1996  | 411             |
| Grabanlage Familie de Gruyter | Grabanlage Familie de Gruyter                                               | Ruhrort Eisenbahnstraße Karte                                      | vom Architekten Wilhelm Kreis entworfene Grabanlage | 1910                                                                        | 16. Dezember 1996  | 412             |
| Grabanlage Familie Haniel | Grabanlage Familie Haniel                                                   | Ruhrort Eisenbahnstraße Karte                                      | | 1868 (Grabstätte) 1911 (Sarkophag)                                          | 16. Dezember 1996  | 413             |
| Grabstein Familie Krieger | Grabstein Familie Krieger                                                   | Ruhrort Eisenbahnstraße Karte                                      | (nicht sicher, ob es sich auf dem Foto um den richtigen Grabstein handelt) | um 1891                                                                     | 16. Dezember 1996  | 414             |
| Grabstein Familie Kusen | Grabstein Familie Kusen                                                     | Ruhrort Eisenbahnstraße Karte                                      | | um 1907                                                                     | 16. Dezember 1996  | 415             |
| Grabanlage Familien Liebrecht und Wiesner | Grabanlage Familien Liebrecht und Wiesner                                   | Ruhrort Eisenbahnstraße Karte                                      | | 1866                                                                        | 16. Dezember 1996  | 416             |
| Grabstätten Familien Lisner und Frensdorff mit Denkmal Dr. Friedrich Lisner                                                                        | Grabstätten Familien Lisner und Frensdorff mit Denkmal Dr. Friedrich Lisner | Ruhrort Eisenbahnstraße Karte                                      | | 1850er/1860er Jahre (Grabplatten) 1859 (Denkmal)                            | 16. Dezember 1996  | 417             |
| Grabstein Familie Luwen | Grabstein Familie Luwen                                                     | Ruhrort Eisenbahnstraße Karte                                      | | vmtl. um 1920                                                               | 16. Dezember 1996  | 418             |
| Grabstätte der evangelischen Pfarrer | Grabstätte der evangelischen Pfarrer                                        | Ruhrort Eisenbahnstraße Karte                                      | | 1882                                                                        | 16. Dezember 1996  | 419             |
| Grabkreuz Familie Rustein | Grabkreuz Familie Rustein                                                   | Ruhrort Eisenbahnstraße                                            | | –                                                                           | 16. Dezember 1996  | 420             |
| Grabstein Familie Wilhelm Wieacker | Grabstein Familie Wilhelm Wieacker                                          | Ruhrort Eisenbahnstraße Karte                                      | | –                                                                           | 16. Dezember 1996  | 421             |
| Grabstein Familie Dahlbender | Grabstein Familie Dahlbender                                                | Ruhrort Eisenbahnstraße Karte                                      | | 1936                                                                        | 16. Dezember 1996  | 422             |
| weitere Bilder | Turm der evangelischen Jakobuskirche                                        | Ruhrort Fabrikstraße 1 Karte                                       | die ehemalige Kirche wurde 1842 als Neubau im Rundbogenstil erbaut, da der Vorgängerbau, eine mittelalterliche Kirche in der Ruhrorter Altstadt, zu klein geworden war; nach großen Zerstörungen im Zweiten Weltkrieg als Saalkirche wieder aufgebaut; 1990–1991 mussten die baufällig gewordenen Schiffe abgerissen werden, so ist nur der klassizistische Turm erhalten. | 1842                                                                        | 15. März 1985      | 42              |
| Wohnhaus | Wohnhaus                                                                    | Ruhrort Fabrikstraße 3 Karte                                       | | 1831–1832                                                                   | 18. Dezember 1987  | 118             |
| Wohnhaus | Wohnhaus                                                                    | Ruhrort Fabrikstraße 4 Karte                                       | | vmtl. 1874                                                                  | 8. September 1987  | 119             |
| Wohnhaus | Wohnhaus                                                                    | Ruhrort Fabrikstraße 5 Karte                                       | | vor 1850                                                                    | 8. September 1987  | 120             |
| Wohnhaus | Wohnhaus                                                                    | Ruhrort Fabrikstraße 6 Karte                                       | | Mitte 19. Jh.                                                               | 8. September 1987  | 121             |
| Wohnhaus | Wohnhaus                                                                    | Ruhrort Fabrikstraße 8 Karte                                       | | vor 1850                                                                    | 8. September 1987  | 122             |
| Wohnhaus | Wohnhaus                                                                    | Ruhrort Fabrikstraße 10 Karte                                      | | 2. Hälfte 19. Jh.                                                           | 8. September 1987  | 124             |
| Wohnhaus | Wohnhaus                                                                    | Ruhrort Fabrikstraße 11 Karte                                      | | 1809                                                                        | 8. September 1987  | 123             |
| Wohnhaus | Wohnhaus                                                                    | Ruhrort Fabrikstraße 12 Karte                                      | | 2. Hälfte 19. Jh.                                                           | 8. September 1987  | 125             |
| Wohnhaus | Wohnhaus                                                                    | Ruhrort Fabrikstraße 14 Karte                                      | | Mitte 19. Jh.                                                               | 8. September 1987  | 126             |
| Wohnhaus | Wohnhaus                                                                    | Ruhrort Fabrikstraße 16 Karte                                      | | um 1840                                                                     | 8. September 1987  | 127             |
| Wohnhaus | Wohnhaus                                                                    | Ruhrort Fabrikstraße 18 Karte                                      | | 1830                                                                        | 8. September 1987  | 128             |
| Wohnhaus | Wohnhaus                                                                    | Ruhrort Fabrikstraße 19 Karte                                      | | 1868–1869                                                                   | 8. September 1987  | 129             |
| weitere Bilder | Katholische Kirche St. Maximilian                                           | Ruhrort Fabrikstraße 20 Karte                                      | | 1845–1847                                                                   | 8. März 1985       | 22              |
| weitere Bilder | Haniel Museum                                                               | Ruhrort Franz-Haniel-Platz 2, 3 Hafenstraße 10 Karte               | ehemaliges Packhaus | 1756                                                                        | 26. November 1990  | 175             |
| Haniel’sches Stammhaus | Haniel’sches Stammhaus                                                      | Ruhrort Franz-Haniel-Platz 4, 5 Hafenstraße 8 Karte                | freistehendes, zweigeschossiges ehemaliges „Packhaus“ (Kontor-/Lager- und Wohnhaus), heute Gästehaus des Unternehmens Franz Haniel & Cie. | um 1780                                                                     | 1. April 2015      | 677             |
| weitere Bilder | Alter Friedhof                                                              | Alt-Homberg Friedhofsallee Karte                                   | | ab 1870                                                                     | 14. September 2012 | 640             |
| BW | Grabstätte Achterrath                                                       | Alt-Homberg Friedhofsallee Karte                                   | | –                                                                           | 3. Dezember 1991   | 262             |
| BW | Grabmal Karl Uhrmann                                                        | Alt-Homberg Friedhofsallee Karte                                   | | –                                                                           | 3. Dezember 1991   | 263             |
| BW | Obelisk aus Sandstein                                                       | Alt-Homberg Friedhofsallee Karte                                   | | –                                                                           | 3. Dezember 1991   | 264             |
| BW | Grabmal Küppers                                                             | Alt-Homberg Friedhofsallee Karte                                   | | –                                                                           | 3. Dezember 1991   | 265             |
| BW | Grabmal Engeln                                                              | Alt-Homberg Friedhofsallee Karte                                   | | –                                                                           | 3. Dezember 1991   | 266             |
| BW | Grabmal Fam. Kuckelmann                                                     | Alt-Homberg Friedhofsallee Karte                                   | | –                                                                           | 3. Dezember 1991   | 267             |
| BW | Grabmal Fam. Nünninghoff                                                    | Alt-Homberg Friedhofsallee Karte                                   | | –                                                                           | 3. Dezember 1991   | 268             |
| BW | Grabmal Fam. Heckmann                                                       | Alt-Homberg Friedhofsallee Karte                                   | | –                                                                           | 3. Dezember 1991   | 269             |
| BW | Grabmal Hörnemann                                                           | Alt-Homberg Friedhofsallee Karte                                   | | –                                                                           | 3. Dezember 1991   | 270             |
| BW | Grabstätte Heinrich Backhaus                                                | Alt-Homberg Friedhofsallee Karte                                   | | –                                                                           | 3. Dezember 1991   | 271             |
| BW | Grabmal Siedenberg                                                          | Alt-Homberg Friedhofsallee Karte                                   | | –                                                                           | 3. Dezember 1991   | 272             |
| BW | Grabmal Möhlendick                                                          | Alt-Homberg Friedhofsallee Karte                                   | | –                                                                           | 3. Dezember 1991   | 273             |
| BW | Grabmal Stallberg                                                           | Alt-Homberg Friedhofsallee Karte                                   | | –                                                                           | 3. Dezember 1991   | 274             |
| BW | Grabstätte Biermann                                                         | Alt-Homberg Friedhofsallee Karte                                   | | –                                                                           | 3. Dezember 1991   | 275             |
| BW | Grabmal Terschüren                                                          | Alt-Homberg Friedhofsallee Karte                                   | | –                                                                           | 3. Dezember 1991   | 276             |
| BW | Grabmal Klockenbring                                                        | Alt-Homberg Friedhofsallee Karte                                   | | –                                                                           | 3. Dezember 1991   | 277             |
| BW | Grabmal Vos                                                                 | Alt-Homberg Friedhofsallee Karte                                   | | –                                                                           | 3. Dezember 1991   | 278             |
| BW | Grabmal Fam. Schroer                                                        | Alt-Homberg Friedhofsallee Karte                                   | | –                                                                           | 3. Dezember 1991   | 279             |
| BW | Grabmal Roßkath                                                             | Alt-Homberg Friedhofsallee Karte                                   | | –                                                                           | 3. Dezember 1991   | 280             |
| BW | Grabmal Kollmann                                                            | Alt-Homberg Friedhofsallee Karte                                   | | –                                                                           | 3. Dezember 1991   | 281             |
| BW | Grabmal Schroer                                                             | Alt-Homberg Friedhofsallee Karte                                   | | –                                                                           | 3. Dezember 1991   | 282             |
| BW | Grabmal Hunnemanns                                                          | Alt-Homberg Friedhofsallee Karte                                   | | –                                                                           | 3. Dezember 1991   | 283             |
| BW | Grabmal Gestmann                                                            | Alt-Homberg Friedhofsallee Karte                                   | | –                                                                           | 3. Dezember 1991   | 284             |
| BW | Grabstätte Fliegen                                                          | Alt-Homberg Friedhofsallee Karte                                   | | –                                                                           | 3. Dezember 1991   | 285             |
| BW | Grabstätte Borgards                                                         | Alt-Homberg Friedhofsallee Karte                                   | | –                                                                           | 3. Dezember 1991   | 286             |
| BW | Grabstätte Stock                                                            | Alt-Homberg Friedhofsallee Karte                                   | | –                                                                           | 3. Dezember 1991   | 287             |
| BW | Grabstätte Kuhlen                                                           | Alt-Homberg Friedhofsallee Karte                                   | | –                                                                           | 3. Dezember 1991   | 288             |
| BW | Grabmal Clasen                                                              | Alt-Homberg Friedhofsallee Karte                                   | | 1908                                                                        | 20. Oktober 2006   | 556             |
| Schulgebäude | Schulgebäude                                                                | Ruhrort Fürst-Bismarck-Straße 26 Karte                             | | 1894–1895                                                                   | 26. Juni 1995      | 375             |
| weitere Bilder | Schifferkinderheim „Nikolausburg“                                           | Ruhrort Fürst-Bismarck-Straße 34, 42 Homberger Straße 15 Karte     | | 1923–1927                                                                   | 1. Oktober 2013    | 652             |
| weitere Bilder | ehemaliges Königliches Landratsamt                                          | Ruhrort Fürst-Bismarck-Straße 44 Rheinallee 2 Karte                | Architekt: August Jording; ab 1912 Hauptsitz der Niederrheinischen Industrie- und Handelskammer Duisburg-Wesel-Kleve zu Duisburg | 1889–1890                                                                   | 28. November 1990  | 176             |
| Wohngebäude | Wohngebäude                                                                 | Alt-Homberg Gabelsbergerstraße 22 Karte                            | | 1906–1907                                                                   | 9. Oktober 2006    | 554             |
| weitere Bilder | Evangelische Dorfkirche                                                     | Baerl Grafschafter Straße 2 Schulstraße Karte                      | | 1262 erwähnt                                                                | 20. März 1985      | 26              |
| [[Vorlage:Bilderwunsch/code!/C:51.494044,6.68157!/D:Grabmal Hollender, Grafschafter Straße 2 Schulstraße!/\|BW]]                                   | Grabmal Hollender                                                           | Baerl Grafschafter Straße 2 Schulstraße Karte                      | | –                                                                           | 3. Dezember 1991   | 252             |
| Grabmal Grüther | Grabmal Grüther                                                             | Baerl Grafschafter Straße 2 Schulstraße Karte                      | | –                                                                           | 3. Dezember 1991   | 253             |
| [[Vorlage:Bilderwunsch/code!/C:51.494044,6.68157!/D:Grabstätte Johannes Neomagus, Grafschafter Straße 2 Schulstraße!/\|BW]]                        | Grabstätte Johannes Neomagus                                                | Baerl Grafschafter Straße 2 Schulstraße Karte                      | | –                                                                           | 3. Dezember 1991   | 289             |
| [[Vorlage:Bilderwunsch/code!/C:51.494044,6.68157!/D:Sandsteingrabplatte in Doppelstelenform, Grafschafter Straße 2 Schulstraße!/\|BW]]             | Sandsteingrabplatte in Doppelstelenform                                     | Baerl Grafschafter Straße 2 Schulstraße Karte                      | | –                                                                           | 3. Dezember 1991   | 290             |
| Grabstele | Grabstele                                                                   | Baerl Grafschafter Straße 2 Schulstraße Karte                      | | 17./18. Jh.                                                                 | 3. Dezember 1991   | 291             |
| [[Vorlage:Bilderwunsch/code!/C:51.494044,6.68157!/D:Grabmal Abel, Grafschafter Straße 2 Schulstraße!/\|BW]]                                        | Grabmal Abel                                                                | Baerl Grafschafter Straße 2 Schulstraße Karte                      | | –                                                                           | 3. Dezember 1991   | 292             |
| [[Vorlage:Bilderwunsch/code!/C:51.494044,6.68157!/D:Grabmal Fam. Steinschen, Grafschafter Straße 2 Schulstraße!/\|BW]]                             | Grabmal Fam. Steinschen                                                     | Baerl Grafschafter Straße 2 Schulstraße Karte                      | | –                                                                           | 3. Dezember 1991   | 293             |
| [[Vorlage:Bilderwunsch/code!/C:51.494044,6.68157!/D:Grabmal Fam. Steinschen/Giesen, Grafschafter Straße 2 Schulstraße!/\|BW]]                      | Grabmal Fam. Steinschen/Giesen                                              | Baerl Grafschafter Straße 2 Schulstraße Karte                      | | –                                                                           | 3. Dezember 1991   | 294             |
| [[Vorlage:Bilderwunsch/code!/C:51.494044,6.68157!/D:Grabmal Fam. Lachmann, Grafschafter Straße 2 Schulstraße!/\|BW]]                               | Grabmal Fam. Lachmann                                                       | Baerl Grafschafter Straße 2 Schulstraße Karte                      | | –                                                                           | 3. Dezember 1991   | 295             |
| [[Vorlage:Bilderwunsch/code!/C:51.494044,6.68157!/D:Grabmal Fam. Ohlmann, Grafschafter Straße 2 Schulstraße!/\|BW]]                                | Grabmal Fam. Ohlmann                                                        | Baerl Grafschafter Straße 2 Schulstraße Karte                      | | –                                                                           | 3. Dezember 1991   | 296             |
| [[Vorlage:Bilderwunsch/code!/C:51.494044,6.68157!/D:Grabmal Paschmann, Grafschafter Straße 2 Schulstraße!/\|BW]]                                   | Grabmal Paschmann                                                           | Baerl Grafschafter Straße 2 Schulstraße Karte                      | | –                                                                           | 3. Dezember 1991   | 297             |
| Grabmal Neumann | Grabmal Neumann                                                             | Baerl Grafschafter Straße 2 Schulstraße Karte                      | | –                                                                           | 3. Dezember 1991   | 298             |
| Grabmal Schulte und Wissermann | Grabmal Schulte und Wissermann                                              | Baerl Grafschafter Straße 2 Schulstraße Karte                      | | –                                                                           | 3. Dezember 1991   | 299             |
| [[Vorlage:Bilderwunsch/code!/C:51.494044,6.68157!/D:Grabmal Scholten, Grafschafter Straße 2 Schulstraße!/\|BW]]                                    | Grabmal Scholten                                                            | Baerl Grafschafter Straße 2 Schulstraße Karte                      | | –                                                                           | 3. Dezember 1991   | 300             |
| Grabmal Giesen | Grabmal Giesen                                                              | Baerl Grafschafter Straße 2 Schulstraße Karte                      | | –                                                                           | 3. Dezember 1991   | 301             |
| [[Vorlage:Bilderwunsch/code!/C:51.494044,6.68157!/D:Grabmal Paschmann, Grafschafter Straße 2 Schulstraße!/\|BW]]                                   | Grabmal Paschmann                                                           | Baerl Grafschafter Straße 2 Schulstraße Karte                      | | –                                                                           | 3. Dezember 1991   | 302             |
| weitere Bilder | Scholtheishof                                                               | Baerl Grafschafter Straße 119 Karte                                | | 1792                                                                        | 22. Januar 1991    | 181             |
| Hofanlage | Hofanlage                                                                   | Baerl Grafschafter Straße 162 Karte                                | | 19. Jh.                                                                     | 3. Juli 2014       | 662             |
| weitere Bilder | Hafenbecken des Werfthafens                                                 | Ruhrort Hafenstraße Alte Duisburger Straße Karte                   | | 1820–1825                                                                   | 19. März 1990      | 163             |
| Verwaltungsgebäude | Verwaltungsgebäude                                                          | Ruhrort Hafenstraße 12 Franz-Haniel-Platz 1 Landwehrstraße 6 Karte | Architekt: Wilhelm Weimann | 1921–1923                                                                   | 13. April 2010     | 598             |
| Wohn- und Geschäftsgebäude | Wohn- und Geschäftsgebäude                                                  | Ruhrort Hafenstraße 27, 29 Karte                                   | | vor 1820 1840–1845                                                          | 13. November 2000  | 510             |
| Wohnhaus | Wohnhaus                                                                    | Ruhrort Hafenstraße 35 Karte                                       | | Anfang 19. Jh.                                                              | 25. März 1985      | 70              |
| Wohnhaus „Engelsburg“ | Wohnhaus „Engelsburg“                                                       | Ruhrort Hafenstraße 44 Karte                                       | | –                                                                           | 3. Oktober 1988    | 147             |
| ehemaliges Verlagshaus | ehemaliges Verlagshaus                                                      | Ruhrort Hanielstraße 3 Karte                                       | | 1893–1894                                                                   | 3. Februar 1999    | 490             |
| Wohn- und Geschäftshaus | Wohn- und Geschäftshaus                                                     | Ruhrort Harmoniestraße 17 Karte                                    | | 1803                                                                        | 4. Juli 2006       | 546             |
| Wohn- und Geschäftshaus | Wohn- und Geschäftshaus                                                     | Ruhrort Harmoniestraße 22 Karte                                    | | 1895                                                                        | 20. Dezember 1993  | 329             |
| Hofanlage | Hofanlage                                                                   | Baerl Hofstraße 6 Karte                                            | | um 1858                                                                     | 29. November 2004  | 532             |
| weitere Bilder | Rhein-Emscher-Armaturenfabrik                                               | Baerl Jakob-Schroer-Straße 4, 6, 8 Karte                           | | 1902–1903 1913                                                              | 19. November 2009  | 594             |
| weitere Bilder | Siedlung Johannenhof                                                        | Alt-Homberg Johannenhof Adressen siehe rechts Karte                | zugehörige Adressen Johannenhof 1 Johannenhof 2 Johannenhof 3 Johannenhof 4 Johannenhof 5 Johannenhof 6 Johannenhof 7 Johannenhof 8 Johannenhof 9 Johannenhof 10 Johannenhof 11 Johannenhof 12 Johannenhof 13 Johannenhof 14 Johannenhof 15 Johannenhof 16 Johannenhof 17 Johannenhof 18 Johannenhof 19 Johannenhof 20 Johannenhof 21 Johannenhof 22 Johannenhof 23 Johannenhof 24 Johannenhof 25 Johannenhof 26 Johannenhof 27 Johannenhof 28 Johannenhof 29 Johannenhof 30 Johannenhof 31 Johannenhof 32 Johannenhof 33 Johannenhof 34 Johannenhof 35 Johannenhof 36 Johannenhof 37 Johannenhof 38 Johannenhof 39 Johannenhof 40 Johannenhof 41 Johannenhof 42 Johannenhof 43 Johannenhof 44 Johannenhof 45 Johannenhof 46 Johannenhof 47 Johannenhof 48 Johannenhof 49 Johannenhof 50 Johannenhof 51 Johannenhof 52 Johannenhof 53 Johannenhof 54 Johannenhof 55 Johannenhof 56 Johannenhof 57 Johannenhof 58 Johannenhof 59 Johannenhof 60 Johannenhof 61 Johannenhof 62 Johannenhof 63 Johannenhof 64 Johannenhof 65 Johannenhof 66 Johannenhof 67 Johannenhof 68 Johannenhof 69 Johannenhof 70 Johannenhof 71 Johannenhof 72 Johannenhof 73 Johannenhof 74 Johannenhof 75 Johannenhof 76 Johannenhof 77 Johannenhof 78 Johannenhof 79 Johannenhof 80 Johannenhof 81 Johannenhof 82 Johannenhof 83 Johannenhof 84 Johannenhof 85 Johannenhof 86 Johannenhof 87 Johannenhof 88 Johannenhof 89 Johannenhof 90 Johannenhof 91 Johannenhof 92 Johannenhof 93 Johannenhof 94 Johannenhof 95 Johannenhof 96 Johannenhof 97 Johannenhof 98 Johannenhof 99 Johannenhof 100 | 1913–1914                                                                   | 24. Mai 1995       | 367             |
| Postamt Ruhrort | Postamt Ruhrort                                                             | Ruhrort Karlsplatz 1 Karte                                         | Entwurf August Kind, Berlin und Ober-Bauleitung Postbaurat Carl Hindorf (1826-1912), Köln und Architekt August Jording; Post- und Telegraphengebäude | 1879–1881                                                                   | 19. Februar 1988   | 137             |
| Schulgebäude | Schulgebäude                                                                | Ruhrort Karlstraße 25 Bergiusstraße Karte                          | Architekt: August Jording | 1905–1907                                                                   | 26. Juni 1995      | 377             |
| weitere Bilder | Evangelische Kirche                                                         | Hochheide Kirchstraße 107 Karte                                    | | 1898                                                                        | 20. Mai 1997       | 405             |
| weitere Bilder | ehemaliges Lehrerwohnhaus                                                   | Alt-Homberg Kirchstraße 183 Karte                                  | | 1906                                                                        | 9. Mai 1996        | 396             |
| weitere Bilder | ehemalige katholische Volksschule                                           | Alt-Homberg Kirchstraße 185 Karte                                  | | 1906                                                                        | 9. Mai 1996        | 396             |
| weitere Bilder | Zeche Rheinpreußen: ehemaliger Schacht 8 „Gerdt“                            | Baerl Kohlenstraße 10 Karte                                        | | 1955–1959                                                                   | 11. Juni 2010      | 603             |
| weitere Bilder | ehemaliger Bauernhof                                                        | Baerl Kohlenstraße 11 Karte                                        | | Anfang 19. Jh.                                                              | 15. November 1993  | 326             |
| ehemalige Schule am Gerdt | ehemalige Schule am Gerdt                                                   | Baerl Kohlenstraße 25 Karte                                        | | Ende 19. Jh.                                                                | 25. April 2013     | 642             |
| weitere Bilder | ehemalige Gastwirtschaft „Zum Anker“                                        | Ruhrort König-Friedrich-Wilhelm-Straße 18 Karte                    | | 1906                                                                        | 2. Juni 2010       | 600             |
| weitere Bilder | Wohnhaus                                                                    | Ruhrort König-Friedrich-Wilhelm-Straße 35 Karte                    | | 1891                                                                        | 3. Oktober 1988    | 143             |
| Wohnhaus | Wohnhaus                                                                    | Ruhrort König-Friedrich-Wilhelm-Straße 37 Karte                    | | –                                                                           | 14. November 1988  | 144             |
| Wohnhaus | Wohnhaus                                                                    | Ruhrort König-Friedrich-Wilhelm-Straße 39 Karte                    | | –                                                                           | 14. November 1988  | 145             |
| weitere Bilder | Kran der ehemaligen Küppersmühle                                            | Alt-Homberg Königstraße Karte                                      | | nach 1936                                                                   | 16. Mai 2006       | 538             |
| weitere Bilder | Brücken im Eisenbahnhafen Homberg                                           | Alt-Homberg Königstraße Karte                                      | |                                                                             | 2. September 2019  | 712             |
| weitere Bilder | Plange-Mühlenwerke Homberg                                                  | Alt-Homberg Königstraße 2–8 Karte                                  | umfasst die Mühle, das Mühlenmagazin, die Putzerei, den Getreidespeicher, das Comptoir und die Flutmauer am Leinpfad sowie das Silogebäude | 1904–1906 1936–1939                                                         | 27. Mai 2016       | 673             |
| BW | Villa Peter Küppers                                                         | Alt-Homberg Königstraße 12 Karte                                   | | 1901                                                                        | 27. Mai 2016       | 679             |
| weitere Bilder | ehemaliges Klär- und Pumpwerk                                               | Alt-Homberg Königstraße 90, 92 Karte                               | | 1913–1916 1928                                                              | 19. Februar 2004   | 531             |
| weitere Bilder | Vincke-Säule                                                                | Ruhrort Krusestraße Karte                                          | | 1845 errichtet, 1962 Neuguss der Figur, 2003 Wiederherstellung des Denkmals | 25. März 1985      | 69              |
| Wohn- und Geschäftshaus | Wohn- und Geschäftshaus                                                     | Ruhrort Krusestraße 5, 7 Karte                                     | | 1926–1927                                                                   | 11. Oktober 1993   | 325             |
| Wohn- und Geschäftshaus | Wohn- und Geschäftshaus                                                     | Ruhrort Luisenstraße 5 Karte                                       | | 1886                                                                        | 29. Mai 2006       | 542             |
| Wohnhaus | Wohnhaus                                                                    | Ruhrort Luisenstraße 16 Karte                                      | | um 1850                                                                     | 14. November 1997  | 466             |
| Katholische Pfarrkirche St. Johannes | Katholische Pfarrkirche St. Johannes                                        | Alt-Homberg Marienstraße 2 Karte                                   | | 1872–1873                                                                   | 19. Mai 2011       | 620             |
| Central-Apotheke | Central-Apotheke                                                            | Alt-Homberg Moerser Straße 98 Karte                                | | 1912–1913                                                                   | 12. November 2014  | 670             |
| Villa Siedenberg | Villa Siedenberg                                                            | Alt-Homberg Moerser Straße 149 Karte                               | | 1908                                                                        | 12. September 1989 | 161             |
| Wohn- und Geschäftshaus | Wohn- und Geschäftshaus                                                     | Hochheide Moerser Straße 257 Karte                                 | | nach 1905                                                                   | 8. November 1995   | 386             |
| weitere Bilder | Wohnhaus                                                                    | Baerl Mühlenstraße 24 Karte                                        | | 1894                                                                        | 20. Juni 1995      | 372             |
| weitere Bilder | ehemaliger Luftschutzbunker                                                 | Ruhrort Neumarkt 1a Karte                                          | Hochbunker | 1942                                                                        | 1. September 2014  | 664             |
| BW | Wohn- und Gewerbegebäude                                                    | Ruhrort Neumarkt 21 Karte                                          | vorläufige Unterschutzstellung des gründerzeitlichen Wohnhauses mit Metzgerei |                                                                             | 7. Dezember 2016   | 699             |
| BW | Woymannshof                                                                 | Baerl Orsoyer Straße 5 Karte                                       | | vor 1800                                                                    | 30. Mai 1990       | 166             |
| BW | Hofanlage                                                                   | Baerl Orsoyer Straße 17 Karte                                      | Hofanlage im Deichbereich mit Wurzeln im 15. Jahrhundert, umfasst das Haupthaus, die Scheune (datiert 1773) und Ställe, das Backhaus, den Nutzgarten und die umlaufende Mauer | ab 15. Jh.                                                                  | 12. Juni 2013      | 649             |
| BW | Hofanlage                                                                   | Baerl Orsoyer Straße 19 Karte                                      | | um 1900                                                                     | 5. September 2008  | 575             |
| weitere Bilder | Liebfrauenkirche                                                            | Hochheide Ottostraße 77 Karte                                      | | 1930–1933                                                                   | 2. November 2006   | 557             |
| BW | Otto-Schule                                                                 | Hochheide Ottostraße 84/86 Karte                                   | | 1905                                                                        | 9. Mai 1996        | 395             |
| BW | Lehrerhaus der Otto-Schule                                                  | Hochheide Ottostraße 88 Karte                                      | | 1905                                                                        | 9. Mai 1996        | 395             |
| weitere Bilder | Hebeturm Homberg                                                            | Alt-Homberg Rheinanlagen 12 Karte                                  | | 1854–1856                                                                   | 25. März 1985      | 68              |
| Friedhofsmauer des ehemaligen jüdischen Friedhofes                                                                                                 | Friedhofsmauer des ehemaligen jüdischen Friedhofes                          | Ruhrort Rheinbrückenstraße Karte                                   | | 1907                                                                        | 2. Februar 1988    | 134             |
| Evangelische „Rheinkirche“ | Evangelische „Rheinkirche“                                                  | Alt-Homberg Rheinstraße 16 Karte                                   | | 1893                                                                        | 8. März 1985       | 25              |
| weitere Bilder | Ruhrorter Brückentürme                                                      | Ruhrort Richard-Hindorf-Platz 1, 2 Karte                           | | 1904–1907                                                                   | 19. März 1985      | 54              |
| Tausendfensterhaus | Tausendfensterhaus                                                          | Ruhrort Ruhrorter Straße 187 Karte                                 | | 1922–1926                                                                   | 26. November 1991  | 245             |
| BW | Hollenderhof                                                                | Baerl Steinschenstraße 4 Karte                                     | |                                                                             | 9. November 2021   | 722             |
| BW | Steinschen Hof                                                              | Baerl Steinschenstraße 5 Karte                                     | | um 1853                                                                     | 11. Februar 2011   | 611             |
| Wohn- und Geschäftshaus | Wohn- und Geschäftshaus                                                     | Ruhrort Vinckeufer 1, 3, 5 Karte                                   | | 1922                                                                        | 11. Oktober 1993   | 324             |
| weitere Bilder | Haus Buchloh                                                                | Ruhrort Weinhagenstraße 17 Karte                                   | | 1906                                                                        | 18. April 2011     | 607             |
| Katholisches Gemeindehaus | Katholisches Gemeindehaus                                                   | Ruhrort Weinhagenstraße 25, 27 Karte                               | | 1867–1869                                                                   | 2. Juli 2007       | 568             |
| weitere Bilder | Alte Fährstelle Essenberg                                                   | Alt-Homberg Wilhelmallee Karte                                     | | um 1898                                                                     | 26. Mai 1997       | 436             |
| ehemalige Schiffsreparaturwerkstatt | ehemalige Schiffsreparaturwerkstatt                                         | Alt-Homberg Wilhelmallee 12 Karte                                  | | vor 1771                                                                    | 22. Mai 1997       | 435             |
| Wohnhaus | Wohnhaus                                                                    | Alt-Homberg Wilhelmallee 48 Karte                                  | | um 1910                                                                     | 26. Mai 1997       | 438             |
| Wohnhaus | Wohnhaus                                                                    | Alt-Homberg Wilhelmallee 52 Karte                                  | | 1910                                                                        | 26. Mai 1997       | 439             |
| Wohnhaus | Wohnhaus                                                                    | Alt-Homberg Wilhelmallee 53 Karte                                  | | 1908                                                                        | 26. Mai 1997       | 440             |
| Wohnhaus | Wohnhaus                                                                    | Alt-Homberg Wilhelmallee 54 Karte                                  | | um 1911                                                                     | 26. Mai 1997       | 441             |
| Wohnhaus | Wohnhaus                                                                    | Alt-Homberg Wilhelmallee 55 Karte                                  | | nach 1905                                                                   | 26. Mai 1997       | 443             |
| Wohnhaus | Wohnhaus                                                                    | Alt-Homberg Wilhelmallee 56 Karte                                  | | 1906                                                                        | 26. Mai 1997       | 442             |
| weitere Bilder | Wohnhaus                                                                    | Alt-Homberg Wilhelmstraße 18 Karte                                 | | 1906                                                                        | 20. Dezember 1993  | 327             |
| weitere Bilder | ehemalige Direktorenvilla des Franz-Haniel-Gymnasiums                       | Alt-Homberg Wilhelmstraße 23 Karte                                 | | 1907–1911                                                                   | 9. Mai 1996        | 394             |
| weitere Bilder | Franz-Haniel-Gymnasium                                                      | Alt-Homberg Wilhelmstraße 25 Karte                                 | | 1907–1911                                                                   | 9. Mai 1996        | 394             |

## Ehemalige Baudenkmäler
| Bild           | Bezeichnung             | Lage                                   | Beschreibung | Bauzeit             | Eingetragen seit                             | Denkmal- nummer |
| -------------- | ----------------------- | -------------------------------------- | --- | ------------------- | -------------------------------------------- | --------------- |
| BW             | ehemalige Schmiede      | Ruhrort Alte Duisburger Straße 6 Karte | Die Alte Kesselschmiede der Haniel’schen Werft, später JHH-Werft, ist ein Zeugnis der beginnenden Industrialisierung in Ruhrort. Der schlichte, zweieinhalbgeschossige Zweckbau mit Satteldach wurde im Stil der Zeit in Backstein errichtet. Die südliche Giebelseite wurde vermutlich nach Kriegsschäden vereinfacht rekonstruiert. Die siebenachsigen Längsfronten und die Giebelseiten besitzen rundbogigen Fensteröffnungen, Sohlbänke aus Werkstein und Überfangbögen. Die einzigen weiteren Verzierungen sind der Zahnschnittfries zwischen Erd- und Obergeschoss sowie ein Traufgesims unter der Dachzone. Innen befand sich eine Dampfmaschine zum Antrieb der Transmissionswelle. Der eingeschossige Anbau diente als Kesselhaus. Die Schmiede brannte nach jahrelangem Leerstand in der Nacht vom 31. Januar auf den 1. Februar 2010 bis auf die Grundmauern nieder und wurde am 28. Januar 2011 wegen Einsturzgefahr abgerissen. Das benachbarte Magazingebäude der ehemaligen Werft ist erhalten. | 1871                | 19. April 1990                               | 164             |
| weitere Bilder | St. Peter in den Haesen | Alt-Homberg Friedhofsallee 100a Karte  | Katholischer Kirchenbau nach einem Entwurf von des Architektenbüros von Prof. Karl Anton Terhechte (1929–2015) und Partner mit vorgesetztem Glockenturm, der nachträglich 1982–1983 vom Architektenbüro Atzert erbaut wurde. Die Einweihung fand am 3. Juli 1977 statt. Im denkmalwerten Schutzumfang enthalten sind das Innere und Äußere der Kirche mit Sakristei und Gemeinschaftsräumen und sakraler Ausstattung (überwiegend 1977/1980 von Bernhard Kleinhans), Kirchenfenster (1992 von Ingrid Vetter-Spilker (1939–1999)) und Orgel (1977 von Franz Breil, Gehäuse von Franz Dohmen), sowie der später errichtete Glockenturm in Substanz, Konstruktion und Erscheinungsbild. Sie zeichnet sich als eine der ersten multifunktionellen „Mehrraumkirchen“ aus, bei sehr sich eine Aufhebung der Grenze zwischen Sakral- und Profanraum und die Öffnung des Sakralraums für nicht gottesdienstliche Nutzungen durch die Kirchengemeinde im Anschluss an das Zweite Vatikanische Konzil zeigt. Am 17. Dezember 2024 entschied das Verwaltungsgericht Düsseldorf auf Klage der Kirchengemeinde, dass es sich nach Prüfung der Begriffsbestimmungen des Denkmalschutzgesetzes doch nicht um ein Denkmal handelt, und folgte damit einer Einschätzung des Einschätzung des Landschaftsverbandes Rheinland als Denkmalpflegeamt. | 1975–1977 1982–1983 | 26. Oktober 2023 gelöscht: 17. Dezember 2024 | 745             |
| BW             | Wohngebäude             | Ruhrort Neumarkt 7/9 Karte             | | 1794                | 27. September 2006                           | 548             |